# Parigi-Nizza 1977
La Parigi-Nizza 1977, trentacinquesima edizione della corsa, si svolse dal 10 al 17 marzo su un percorso di 1 219 km ripartiti in sette tappe (la prima, la quinta, la sesta e la settima suddivise in due semitappe) precedute da un cronoprologo. Fu vinta dal belga Freddy Maertens davanti all'olandese Gerrie Knetemann e al francese Bernard Thévenet.

## Tappe
| Tappa  | Data     | Percorso                                   | km     | Vincitore di tappa  | Leader cl. generale |
| ------ | -------- | ------------------------------------------ | ------ | ------------------- | ------------------- |
| Prol.  | 10 marzo | Aulnay-sous-Bois (cron. individuale)       | 6,5    | Freddy Maertens     | Freddy Maertens     |
| 1ª-1ª  | 11 marzo | Provins > Auxerre                          | 120    | Freddy Maertens     | Freddy Maertens     |
| 1ª-2ª  | 11 marzo | Noyers-sur-Serein > Nuits-Saint-Georges    | 71     | Freddy Maertens     | Freddy Maertens     |
| 2ª     | 12 marzo | Saint-Trivier-sur-Moignans > Saint-Étienne | 147    | Freddy Maertens     | Freddy Maertens     |
| 3ª     | 13 marzo | Saint-Étienne > Romans-sur-Isère           | 195    | Gerrie Knetemann    | Freddy Maertens     |
| 4ª     | 14 marzo | Vaison-la-Romaine > Digne-les-Bains        | 210    | Eddy Merckx         | Freddy Maertens     |
| 5ª-1ª  | 15 marzo | Digne-les-Bains > Plan de Campagne         | 147    | Roy Schuiten        | Freddy Maertens     |
| 5ª-2ª  | 15 marzo | Plan de Campagne > Castellet               | 87     | Herman Van Springel | Freddy Maertens     |
| 6ª-1ª  | 16 marzo | Le Lavandou > Draguignan                   | 114    | Patrick Sercu       | Freddy Maertens     |
| 6ª-2ª  | 16 marzo | Col d'Ampus (cron. individuale)            | 7      | Gerrie Knetemann    | Freddy Maertens     |
| 7ª-1ª  | 17 marzo | Draguignan > Nizza                         | 106    | Patrick Sercu       | Freddy Maertens     |
| 7ª-2ª  | 17 marzo | Nizza (cron. individuale)                  | 8      | Freddy Maertens     | Freddy Maertens     |
| Totale | Totale   | Totale                                     | TOTALE |                     |                     |

## Dettagli delle tappe

### Prologo
- 10 marzo: Aulnay-sous-Bois > Aulnay-sous-Bois (cron. individuale) – 6 km

| Pos. | Corridore       | Squadra    | Tempo |
| ---- | --------------- | ---------- | ----- |
| 1    | Freddy Maertens | Flandria   | 7'52" |
| 2    | Dietrich Thurau | Ti-Raleigh | a 2"  |
| 3    | Jan Raas        | Frisol     | a 8"  |

| Pos. | Corridore       | Squadra  | Tempo |
| ---- | --------------- | -------- | ----- |
| 1    | Freddy Maertens | Flandria | 7'52" |

### 1ª tappa - 1ª semitappa
- 11 marzo: Provins > Auxerre – 120 km

| Pos. | Corridore       | Squadra   | Tempo    |
| ---- | --------------- | --------- | -------- |
| 1    | Freddy Maertens | Flandria  | 3h41'16" |
| 2    | Eric Leman      | Carpenter | s.t.     |
| 3    | Jan Raas        | Frisol    | s.t.     |

| Pos. | Corridore       | Squadra  | Tempo |
| ---- | --------------- | -------- | ----- |
| 1    | Freddy Maertens | Flandria |       |

### 1ª tappa - 2ª semitappa
- 11 marzo: Noyers-sur-Serein > Nuits-Saint-Georges – 71 km

| Pos. | Corridore       | Squadra      | Tempo    |
| ---- | --------------- | ------------ | -------- |
| 1    | Freddy Maertens | Flandria     | 1h45'17" |
| 2    | Theo Smit       | Frisol       | s.t.     |
| 3    | Dirk Ongenae    | Ebo- Superia | s.t.     |

| Pos. | Corridore       | Squadra  | Tempo |
| ---- | --------------- | -------- | ----- |
| 1    | Freddy Maertens | Flandria |       |

### 2ª tappa
- 12 marzo: Saint-Trivier-sur-Moignans > Saint-Étienne – 147 km

| Pos. | Corridore         | Squadra  | Tempo    |
| ---- | ----------------- | -------- | -------- |
| 1    | Freddy Maertens   | Flandria | 3h42'08" |
| 2    | Cees Priem        | Frisol   | s.t.     |
| 3    | Wilfried Wesemael | Frisol   | s.t.     |

| Pos. | Corridore       | Squadra  | Tempo |
| ---- | --------------- | -------- | ----- |
| 1    | Freddy Maertens | Flandria |       |

### 3ª tappa
- 13 marzo: Saint-Étienne > Romans-sur-Isère – 195 km

| Pos. | Corridore        | Squadra    | Tempo    |
| ---- | ---------------- | ---------- | -------- |
| 1    | Gerrie Knetemann | Ti-Raleigh | 4h49'26" |
| 2    | Domingo Perurena | KAS        | s.t.     |
| 3    | Ludo Peeters     | Ijsboerke  | a 4"     |

| Pos. | Corridore       | Squadra  | Tempo |
| ---- | --------------- | -------- | ----- |
| 1    | Freddy Maertens | Flandria |       |

### 4ª tappa
- 14 marzo: Vaison-la-Romaine > Digne-les-Bains – 210 km

| Pos. | Corridore       | Squadra     | Tempo    |
| ---- | --------------- | ----------- | -------- |
| 1    | Eddy Merckx     | Fiat France | 5h10'39" |
| 2    | Patrick Sercu   | Fiat France | a 1"     |
| 3    | Freddy Maertens | Flandria    | s.t.     |

| Pos. | Corridore       | Squadra  | Tempo |
| ---- | --------------- | -------- | ----- |
| 1    | Freddy Maertens | Flandria |       |

### 5ª tappa - 1ª semitappa
- 15 marzo: Digne-les-Bains > Plan de Campagne – 147 km

| Pos. | Corridore        | Squadra     | Tempo    |
| ---- | ---------------- | ----------- | -------- |
| 1    | Roy Schuiten     | Lejeune-BP  | 3h33'42" |
| 2    | Patrick Sercu    | Fiat France | a 11'16" |
| 3    | Walter Godefroot | Ijsboerke   | s.t.     |

| Pos. | Corridore       | Squadra  | Tempo |
| ---- | --------------- | -------- | ----- |
| 1    | Freddy Maertens | Flandria |       |

### 5ª tappa - 2ª semitappa
- 15 marzo: Plan de Campagne > Castellet – 87 km

| Pos. | Corridore           | Squadra   | Tempo    |
| ---- | ------------------- | --------- | -------- |
| 1    | Herman Van Springel | Ijsboerke | 2h10'52" |
| 2    | Régis Ovion         | Peugeot   | s.t.     |
| 3    | Freddy Maertens     | Flandria  | a 1"     |

| Pos. | Corridore       | Squadra  | Tempo |
| ---- | --------------- | -------- | ----- |
| 1    | Freddy Maertens | Flandria |       |

### 6ª tappa - 1ª semitappa
- 16 marzo: Le Lavandou > Draguignan – 114 km

| Pos. | Corridore       | Squadra     | Tempo    |
| ---- | --------------- | ----------- | -------- |
| 1    | Patrick Sercu   | Fiat France | 2h54'43" |
| 2    | Willy Teirlinck | Gitane      | a 58"    |
| 3    | Freddy Maertens | Flandria    | a 1'00"  |

| Pos. | Corridore       | Squadra  | Tempo |
| ---- | --------------- | -------- | ----- |
| 1    | Freddy Maertens | Flandria |       |

### 6ª tappa - 2ª semitappa
- 16 marzo: Col d'Ampus > Col d'Ampus (cron. individuale) – 7 km

| Pos. | Corridore        | Squadra    | Tempo  |
| ---- | ---------------- | ---------- | ------ |
| 1    | Gerrie Knetemann | Ti-Raleigh | 15'11" |
| 2    | Bernard Thévenet | Peugeot    | a 3"   |
| 3    | Freddy Maertens  | Flandria   | a 20"  |

| Pos. | Corridore       | Squadra  | Tempo |
| ---- | --------------- | -------- | ----- |
| 1    | Freddy Maertens | Flandria |       |

### 7ª tappa - 1ª semitappa
- 17 marzo: Draguignan > Nizza – 106 km

| Pos. | Corridore         | Squadra     | Tempo    |
| ---- | ----------------- | ----------- | -------- |
| 1    | Patrick Sercu     | Fiat France | 2h34'53" |
| 2    | Freddy Maertens   | Flandria    | s.t.     |
| 3    | Wilfried Wesemael | Frisol      | s.t.     |

| Pos. | Corridore       | Squadra  | Tempo |
| ---- | --------------- | -------- | ----- |
| 1    | Freddy Maertens | Flandria |       |

### 7ª tappa - 2ª semitappa
- 17 marzo: Nizza > Nizza (cron. individuale) – 8 km

| Pos. | Corridore              | Squadra    | Tempo  |
| ---- | ---------------------- | ---------- | ------ |
| 1    | Freddy Maertens        | Flandria   | 10'08" |
| 2    | Jean-Luc Vandenbroucke | Peugeot    | a 19"  |
| 3    | Gerrie Knetemann       | Ti-Raleigh | a 23"  |

| Pos. | Corridore        | Squadra    | Tempo |
| ---- | ---------------- | ---------- | ----- |
| 1    | Freddy Maertens  | Flandria   |       |
| 2    | Gerrie Knetemann | Ti-Raleigh |       |
| 3    | Bernard Thévenet | Peugeot    |       |

## Classifiche finali

### Classifica generale
| Pos. | Corridore              | Squadra               | Tempo     |
| ---- | ---------------------- | --------------------- | --------- |
| 1    | Freddy Maertens        | Flandria-Velda-Latina | 31h08'32" |
| 2    | Gerrie Knetemann       | Ti-Raleigh            |           |
| 3    | Bernard Thévenet       | Peugeot-Esso-Michelin |           |
| 4    | Jean-Luc Vandenbroucke | Peugeot-Esso-Michelin |           |
| 5    | Joseph Bruyère         | Fiat France           |           |